# Richard Williams (officier australien)
Pour les articles homonymes, voir Richard Williams et Williams.
Richard Williams (3 août 1890 au 7 février 1980) est largement considéré comme le « père » de la Royal Australian Air Force (RAAF), l'armée de l'air australienne. Il a été le premier pilote militaire formé en Australie et a ensuite été affecté à la tête d'unités de combat australiennes et britanniques pendant la Première Guerre mondiale. Partisan d'une force armée aérienne indépendante des autres branches des services armés, Williams a joué un rôle de premier plan dans la création de la RAAF et en est devenu son premier chef d'état-major en 1922. Il est resté à ce poste pendant treize ans et neuf mois, plus que tout autre officier australien.
Williams est originaire d'un milieu ouvrier dans le sud de l'Australie. Il est lieutenant dans l'Armée de terre quand il apprend à voler à Point Cook, au Victoria, en 1914. En tant que pilote de l’Australian Flying Corps (AFC) pendant la Première Guerre mondiale, il devient commandant de la 1re escadrille de l'AFC, puis de la 40e escadrille de la RAF. Il est décoré de l'Ordre du Service distingué et termine la guerre au grade de lieutenant-colonel. Il fait ensuite campagne pour une armée de l'air indépendante de l'Armée de terre et de la marine, ce qui est fait le 31 mars 1921.
La RAAF balbutiante affronte de nombreux défis pour conserver son existence dans les années 1920 et au début des années 1930, et beaucoup de crédit doit lui être attribué pour avoir maintenu son indépendance. Cependant un rapport défavorable sur les normes de sécurité en vol lui valent d'être renvoyé de son poste et d'être détaché auprès de la RAF avant la Seconde Guerre mondiale. Malgré divers soutiens pour sa réintégration en tant que commandant en chef de l'armée de l'air et sa promotion au grade d’Air Marshal en 1940, il ne sera jamais renommé à ce poste. Après la guerre, il est mis à la retraite avec un certain nombre d'autres officiers de la Première Guerre mondiale. Il devient directeur général de l'aviation civile australienne, et est anobli un an avant sa retraite en 1955.

## Début de carrière

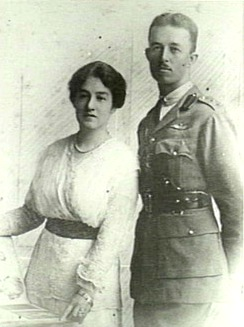
Richard et Constance Williams, vers 1915

Williams est né le 3 août 1890 dans une famille ouvrière de Moonta en Australie-Méridionale,. Il est le fils aîné de Richard Williams, un mineur de cuivre qui a émigré de Cornouailles, en Angleterre, et de son épouse Emily,. Il quitte l'école au cours du premier cycle du collège et travaille comme télégraphiste puis comme employé de banque. Il s'enrôle ensuite dans une unité de la milice, le régiment d'infanterie d'Australie-Méridionale à l'âge de 19 ans. Nommé sous-lieutenant au 5e régiment d'infanterie australienne le 5 mars 1911, il rejoint les forces militaires permanentes l'année suivante.
En août 1914, le lieutenant Williams prend part au cours inaugural australien de vol militaire à l'école centrale de pilotage dirigée par les lieutenants Henry Petre et Eric Harrison. Après un vol en solo dans un Bristol Boxkite autour de l'aérodrome de Point Cook, Williams devient le premier étudiant à obtenir son diplôme de pilote, le 12 novembre 1914,. Après une formation administrative et pédagogique, il bénéficie d'un entrainement avancé de pilote à Point Cook en juillet 1915. Le mois suivant, il épouse Constance Esther Griffiths, qui était de 13 ans son aîné. Le couple n'aura pas d'enfants.

## Première Guerre mondiale

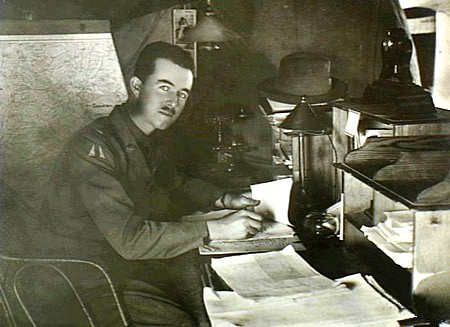
Le Major Williams commandant la 1re escadrille de l'AFC, en Palestine, en 1917.

Williams est promu capitaine le 5 janvier 1916. Il est nommé commandant de la 1re escadrille de l’Australian Flying Corps qui était initialement la 67e escadrille du Royal Flying Corps pour les Britanniques. L'unité quitte l'Australie en mars 1916 sans aucun avion. À son arrivée en Égypte, elle reçoit des avions de combat B.E. 2, un type d'avion manquant de vitesse et de manœuvrabilité et sans mitrailleuse tirant vers l'avant. Williams écrit qu'en combat avec un Fokker allemand, « notre combat aérien est de courte durée, mais cela peut signifier une fin rapide », et que quand il s'agit de faire des bombardements, son sort et celui de ses camarades pilotes « dépendent principalement de la chance ». Il cite également un truisme dans le Flying Corps que, « si un nouveau pilote passait les trois premiers jours sans se faire abattre, il était chanceux ; s’il tenait trois semaines, il se débrouillait bien et s’il tenait trois mois il avait fait ses preuves » Williams et les autres aviateurs australiens sont d'abord affectés à des tâches isolées autour du canal de Suez, affectés dans diverses unités du Royal Flying Corps. La 1re escadrille commence à fonctionner de manière concertée en décembre 1916, soutenant l'avance des Alliés en Palestine. Williams la rejoint en février 1917.
Peu de temps après ses débuts dans l'escadrille, Williams évite de justesse le crash lorsque son moteur s'arrête alors qu'il bombarde la gare terminus de Tel el Sheria. Au début, il croit qu'il a été touché par l'ennemi, puis il constate que l'interrupteur commandant le moteur et situé en dehors du poste de pilotage est sur la position arrêt. À moins de 150 mètres du sol, il réussit à remettre le moteur en marche et à revenir à la base. Le 21 avril 1917, Williams atterrit derrière les lignes ennemies pour sauver le lieutenant Adrian Cole, un camarade abattu alors que le jour d'avant il a mené une violente attaque contre la cavalerie turque, ces deux actions lui valant la Croix du service distingué pour « bravoure »,. Il est promu major en mai et reçoit le commandement de l'escadrille no 1, qui sera équipée de Bristol Fighters dans le courant de l'année,. « Maintenant, pour la première fois, » écrit Williams, « après 17 mois de service nous avons des avions avec lesquels nous pouvons faire face à notre ennemi en combat aérien ».

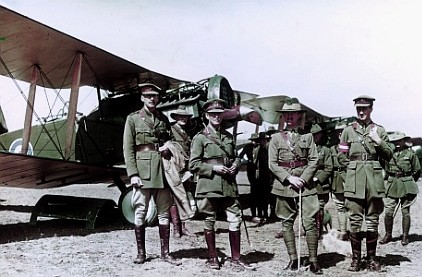
Le Lieutenant General Sir Harry Chauvel (devant, deuxième à gauche) et le Lieutenant Colonel Williams (devant, deuxième à droite) avec la première escadrille de Bristol Fighters, en février 1918

En juin 1918, Williams est nommé lieutenant-colonel à titre temporaire et commandant de la 40e Armée aérienne britannique qui opère en Palestine. Il commande son ancienne escadrille et trois unités britanniques,. En tant qu'agent de Dominion, toutefois, Williams n'est pas autorisé à sanctionner le personnel britannique", le conduisant temporairement à une promotion supplémentaire dans la Royal Air Force ",. Augmentées d'un bombardier géant Handley Page, ses forces prennent part à la bataille d'Armageddon, l'offensive finale en Palestine, où elles infligéent une destruction massive à l'armée turque,. Sur l'action de la 40e Escadre à Wadi Fara, le 21 septembre 1918, Williams écrit : « Le septième armée turque a cessé d'exister et il faut noter que c'est à la suite de l'attaque aérienne ». Il envoie également le capitaine Ross Smith aux commandes de l'Handley Page, accompagné de deux Fighters Bristol, aider l'armée arabe du Major T.E. Lawrence au nord d'Amman où elle est harcelée par les avions allemands basés à Deraa. En novembre, Williams est nommé commandant temporaire de la brigade de la Palestine,  qui comprend sa précédente escadre, la 40e Armée aérienne et le 5e Corps d'armée aérienne. Ses services lui valent par la suite de se voir décerner l'Ordre de la Nahda par le roi du Hedjaz. Avec deux Citations militaires britanniques, Williams s'installe à la fin de la guerre, selon les termes de l'historien de la RAAF Alan Stephens, comme « l'étoile montante de l'AFC, ».

## Les années d'entre deux-guerres

### Naissance de la RAAF

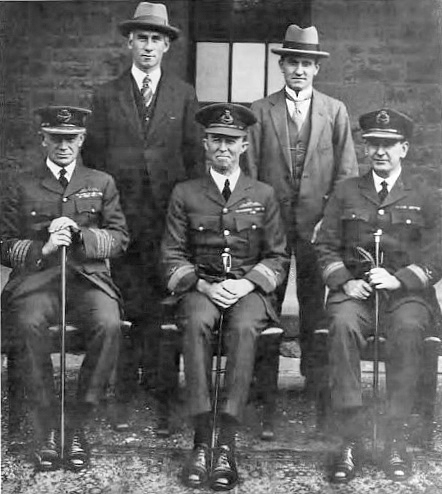
La direction de la RAAF en 1928, avec Air Commodore Williams (au premier plan au centre)

Nommé Officier de l'Ordre de l'Empire britannique dans la promotion du nouvel an 1919, Williams est affecté à l'état-major de l’Australian Imperial Force (AIF) dont le siège est à Londres, avant de retourner en Australie et de prendre le poste de Directeur des services aériens au Siège de l'Armée de terre, à Melbourne. L’Australian Flying Corps avait entretemps été dissout à la fin de la guerre, remplacé par l’Australian Air Corps (AAC) qui est, comme l'ancienne AFC, une branche de l'Armée de terre,.
Après la création de l’Australian Air Board le 9 novembre 1920, Williams et ses collègues officiers de l'AAC abandonnent leur grade dans l'Armée de terre en faveur de celui créé de façon analogue à ceux de la Royal Air Force. Williams, alors lieutenant-colonel de l'armée de l'air (Wing Commander), est personnellement chargé de préparer les projets à soumettre au Conseil de l'Air pour créer l’Australian Air Force (AAF), un service indépendant de l'Armée de terre et de la marine. L'AAF est officiellement créée le 31 mars 1921 ; Williams choisit délibérément ce jour plutôt que le 1er avril, date de la création de la RAF trois ans plus tôt, « pour empêcher les mauvaises langues de faire référence à nous comme un poisson d'avril,. Le préfixe « Royal » est ajouté cinq mois plus tard,. Williams propose une cocarde pour l'AAF en juillet 1921, fondée sur la cocarde de la Royal Air Force, mais avec les cinq étoiles de la Croix du Sud au sein de la cocarde et l'étoile de la fédération dans bas de la cocarde. Cependant, ce projet n'est pas été adopté par la RAAF et le gouvernement se contente d'employer une copie directe de la cocarde de la RAF jusqu'en 1949, quand un nouveau design comprenant les étoiles du drapeau australien est choisi.
En tant qu'officier supérieur de la Commission de l'air, Williams porte le titre de First Air Member, le terme « chef d'état-major » ne semblant pas adapté pour la nouvelle Armée de l'Air alors qu'il est utilisé pour l'Armée de Terre et la Marine. Il propose de consolider le nouveau service en augmentant ses membres et en améliorant leur formation. Peu de temps après la création de l'AAF, un terrain est acheté pour une base aérienne à Laverton (en), à huit kilomètres de Point Cook, et en juillet 1921, Williams propose la création d'une base à Richmond, en Nouvelle-Galles du Sud, la première en dehors du Victoria,. Il lance également un programme spécial pour les étudiants de l'Armée de terre et de la marine, notamment pour les diplômés du Collège militaire royal de Duntroon, afin de renforcer ses effectifs ; parmi les candidats admis figurent les futurs commandants de l'armée de l'air John McCauley, Frederick Scherger, Valston Hancock et Alister Murdoch, ainsi que d'autres officiers supérieurs tels que Joe Hewitt et Frank Bladin. En tant que leader, Williams s'acquiert une réputation de forte volonté, s'absorbant dans les détails administratifs et une image « quelque peu puritaine ». Il est connu dans son arme sous le surnom de « Dicky,, ».

### Chef d'état-major
Le terme First Air Member est remplacé par Chef d'État-Major (CEM) en octobre 1922. Entre les années 1920 et les années 1930, Williams occupe ce poste en alternance avec le lieutenant-colonel de l'armée de l'air Stanley Goble pendant 17 ans. Une des raisons évoquée pour cette rotation pourrait être un stratagème de l'armée et de la marine visant à "limiter l'indépendance de Williams". Cet arrangement fut au contraire "presque entièrement faussé par une rivalité improductive" entre les deux officiers. Bien que dans un sens légal, le Conseil de l'Air est responsable de la RAAF, Williams domine tellement celui-ci que Goble se plaignit plus tard que son collègue agissait en pensant avoir tous les pouvoirs.
En 1923, Williams rejoint le Collège des officiers de l'armée britannique à Camberley et le Collège des officiers de la Royal Air Force à Andover. Plus tard la même année, il continue à étudier au Canada et aux États-Unis. Goble occupe le poste de Chef d'état-major pendant son absence. En février 1925, peu de temps après son retour, Wiliams sabote l'idée de Goble qui souhaitait établir une base d'hydravions à Rushcutters Bay (Sydney). À la place, il organise l'achat de plusieurs Supermarine Seagull qui deviennent les premiers avions amphibies de la RAAF à être implantés sur la Base Richmond,.
Williams est promu Colonel de l'armée de l'air en juillet et écrit plus tard une étude majeure traitant de la guerre aérienne, "Memorandum Regarding the Air Defence of Australia". Souvent considéré comme un écrit visionnaire, il écrit que le principal allié de l'Australie pendant la Première Guerre mondiale, le Japon est en fait sa pire menace militaire, et, bien qu'en faveur d'une coopération inter-service, il considère qu'aucune des deux forces armées n'était "vraiment supplée à l'autre". Ses concepts continuent d'influencer la stratégie du RAAF.
En 1926, Williams impose l'utilisation de parachutes pour tous les équipages de la RAAF. En effet, après avoir visité l'Irvin Aerospace en 1924 et avoir commandé du matériel pour la RAAF, celui-ci mis deux ans à arriver, à la suite de divers problèmes logistiques.
Le lieutenant de l'armée de l'air Ellis Wackett (en) reçoit l'ordre de former des volontaires à la base de Richmond et réalise la première chute libre du pays le 26 mai, en se jetant d'un appareil militaire : un Airco DH.9. Williams lui-même saute au-dessus de Point Cook ayant décidé qu'il donnerait « un bon exemple si, avant d'émettre un ordre de port obligatoire, je montrais la confiance que j'ai envers ce matériel... ». Bien que sa descente l'ait emmené très près d'un Château d'eau (« j'ai pensé que ce serait une triste démonstration que de finir noyé ici ») et « trop près d'une ligne à haute tension pour se sentir confortable », il termina l'exercice indemne.

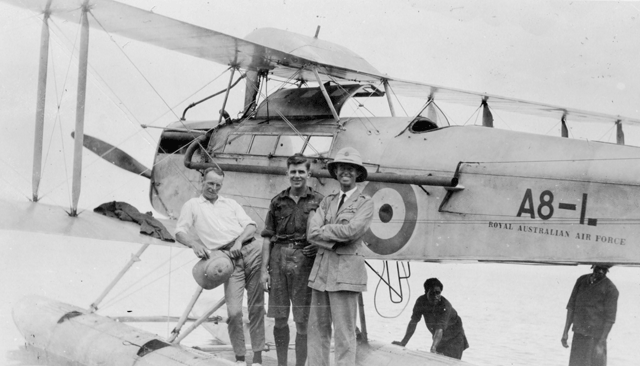
Capitaine Williams (droite), Capitaine McIntyre (gauche) et un mécanicien de la RAAF (centre) avant leur vol vers les Îles Salomon en 1926

La jeune Air Force ressemble encore à une petite organisation ayant la même atmosphère qu'un aéro-club; néanmoins, plusieurs vols novateurs sont réalisés par ses membres. En 1924, Goble avait d'ailleurs ordonné la première circumnavigation de l'Australie par les airs lorsqu'il était Chef d'état-major. Le 25 septembre 1926, avec deux membres d'équipage dont le pilot de Goble, Ivor McIntyre, Williams entame un voyage de 16 000 km de Point Cook aux Îles Salomon à bord d'un hydravion De Havilland DH.50, afin d'étudier la région du Pacifique Sud comme un potentiel théâtre d'opérations,. Le trio rentre le 7 décembre, escortés par 12 avions de la RAAF et une haie d'honneur de 300 hommes.
Malgré de nombreuses critiques et le fait de la "réaction" de Williams après l'expédition de 1924 menée par Goble, il est reconnu comme le premier vol international d'un appareil et d'un équipage de la RAAF. Il reçoit le titre britannique de chevalier commandeur honoraire de l'Ordre de l'Empire britannique lors du King's Birthday Honours en reconnaissance de son acte, et est promu Air Commodore (équivalent d'un Général de brigade) le 1er juillet de la même année.
En tant que chef d'état-major, Williams a beaucoup de difficultés à défendre le maintien de la RAAF en 1929 et 1932. En effet, la Grande Dépression commence à cette époque et l'Armée, tout comme la Marine ont du mal à continuer le financement de la RAAF. Selon Williams, l'indépendance de l'Air Force ne fut assurée qu'à partir de 1932. Goble reprend le rang de Chef d'état-major en 1933, permettant à Williams d'intégrer à Londres le Collège Impérial de Défense. Il récupère son grade en 1934 et, lorsqu'il est promu Vice-maréchal de l'air le 1er janvier 1935, il peut enfin prétendre à un grade équivalent aux Chefs d'état-major de l'Armée de Terre ou de la Marine. Il est fait Chevalier de l'ordre du bain en juin de la même année.
Williams encourage le développement de l'industrie aéronautique locale afin de permettre l'autonomie et l'indépendance matérielle de l'Air Force et de l'aviation australienne en général.En novembre 1936, il participe grandement à la création de la Commonwealth Aircraft Corporation, ayant pour dirigeant le Commandant Lawrence Wackett. Williams réalise le premier vol outre-mer lorsqu'il rejoint Singapour en février 1938 à bord d'un avion dessiné et construit en Australie avec à bord le Commandant Allan Walters et deux membres d'équipage.
À la fin de 1937, une série de malchances avec des Hawker Demons, qui fit un mort et quatre blessé, suscite une vive critique de la part du public. En 1939, à la suite de la publication de l'Ellington Report en janvier, Williams est destitué de sa fonction de Chef d'état-major et banni du pays. Son auteur, le Maréchal Edward Leonard Ellington (en) met en lumière le manque de mesures de sécurité au sein de la RAAF. On peut toutefois noter que son interprétation des statistiques a déjà été remise en question. En retour, le Gouvernement Fédéral remercia Williams d'avoir renforcer l'Air Force mais le tint pour responsable des découvertes d'Ellington et il fut ouvertement critiqué dans la presse. Avec tous les ennemis que Williams s'était crée, malgré son implication dans l'indépendance de la RAAF, ces révélations ne furent qu'un prétexte pour lui faire perdre sa place.

## Seconde Guerre mondiale

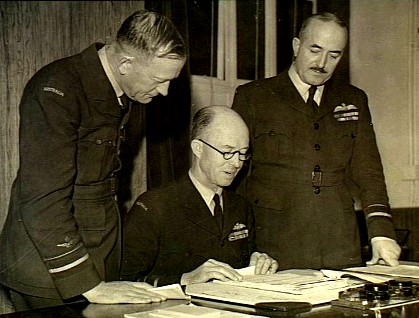
Maréchal Williams (au centre) au QG de la RAAF en Angleterre avec les Vice-Maréchaux Wrigley (à gauche) et McNamara (à droite), en 1941

Lorsque la guerre éclate en septembre 1939, Williams est un officier de l'air chargé de l'administration du Coastal Command. Il occupe cette position depuis février de la même année. Avant cela, il fut brièvement affecté au Ministère de l'Air britannique. Goble remplace encore une fois Williams au poste de Chef d'état-major mais, après un litige avec le Gouvernement Fédéral concernant les méthodes d'entraînement, il perd ce rang au début des années 1940. Williams est aussitôt rappelé d'Angleterre afin de récupérer son grade au sein de la RAAF mais le premier ministre australien Robert Menzies insiste pour qu'un officier britannique prenne la tête du service, malgré les protestations de son ministre de l'air, James Fairbairn. Le maréchal Charles Burnett devient donc Chef d'état-major,. Dans son ouvrage retraçant l'histoire officielle de l'Air Force durant la Seconde Guerre mondiale, Douglas Gillison écrit qu'en observant le professionnalisme de Williams ainsi que sa connaissance de la RAAF et de ses problèmes, "il est difficile de voir quelle contribution Burnett était censé apporter que Williams n'aurait pas pu faire lui-même". Williams was appointed Air Member for Organisation and Equipment and promoted to Air Marshal, the first man in the RAAF to achieve this rank.